# Pete Curran
Peter Francis Curran, né le 28 mars 1860 à Glasgow, et mort le 14 février 1910, est un syndicaliste britannique et une personnalité politique.

## Biographie
Né Patrick Francis Curran le 28 mars 1860 à Glasgow dans une famille catholique d'origine irlandaise, il est le fils de George Curran et de son épouse Bridget, née McGinty. Il devient connu sous le nom de "Pete" à un âge précoce. Il quitte l'école à 16 ans, devenant apprenti forgeron et travaillant à la forge d'une usine sidérurgique.  
Intéressé par la politique, il rejoint l'Irish National Land League (en), mais impressionné par les discours d'Henry George, il adhère à la Scottish Land Restoration League (en). En 1881, il épouse Mary McIntyre et, à cette époque, rejoint le Social Democratic Federation (SDF). 
À la fin des années 1880, le couple déménage à Londres, où Curran trouve du travail au Royal Arsenal à Woolwich. Il collabore avec Will Thorne (en) pour fonder le syndicat National Union of General Workers (UK) (en), qui, dans le cadre de négociations avec le patronat, obtient que les horaires soient de 8 au lieu de 12 heures par jour, ce qui constitue un succès important. En 1889, Curran devient le secrétaire à temps plein de ce syndicat pour l'ouest de l'Angleterre. 
En octobre 1890, Curran et deux autres leaders syndicaux sont condamnés à une amende de 20 livres chacun par le tribunal de Plymouth pour menace à l'encontre de George Treleaven, un marchand de charbon. En appel, cette condamnation est annulée l'année suivante par la Cour d'appel, considérant que ne constituait pas une menace pénalement répréhensible le fait de notifier un employeur que les dockers syndiqués ne travailleraient plus pour lui au cas où il continuerait à employer des dockers non syndiqués. Cette affaire Curran c. Treleaven devient aussitôt célèbre.
Au bénéfice de cette nouvelle renommée, Curran retourne à Londres pour prendre le poste d'organisateur national du syndicat des gaziers. Tout en restant membre du SDF, Curran rejoint la Fabian Society et devient membre fondateur du Parti travailliste indépendant (ILP). Il a été membre du conseil de l'ILP de 1893 à 1898.
Il est candidat à l'élection à la Chambre des Communes à Barrow en 1895 et à Barnsley en 1897, mais sans parvenir à être élu, notamment à cause de ses idées politiques socialistes.
Séparé de sa première épouse, il se marie une seconde fois en 1898, avec Marian Barry, une éminente militante du travail des femmes, Le couple a eu quatre enfants: deux fils et deux filles. 
Entre 1899 et 1902, Pete et Marian Curran s'opposent activement à la Seconde guerre des Boers. C'est la raison pour laquelle Pete Curran démissionne de la Fabian Society, celle-ci apportant son soutien à cette guerre.
En 1899, il est membre fondateur de la fédération syndicale General Federation of Trade Unions (GFTU), dont il devient le premier président. Bien que fameux pour ses discours enflammés aux réunions du Trades Union Congress (TUC), en privé il critiquait ses dirigeants et espérait que la GFTU permettrait aux syndicats de remplacer le TUC. Il joue également un rôle important dans la formation du Labour Representation Committee (LRC), ancêtre du Parti travailliste (Labour Party), qu'il considère comme partageant les mêmes objectifs que le GFTU. En 1905, il organise la création du Conseil uni (Joint Board) du TUC, de la GFTA et du LRC, époque pendant laquelle le GFTU a eu le plus d'influence.
En 1906, il se porte candidat aux élections à la Chambre des Communes dans la circonscription de Jarrow. Quoique battu de justesse par le député du Parti libéral candidat à sa propre réélection, Curran se présente à nouveau à l'élection partielle de 1907, à l'issue de laquelle il remporte le siège, les candidats du parti unioniste et des nationalistes irlandais ayant pris de nombreuses voix au candidat du Parti libéral.
À cette époque, Curran est en mauvaise santé, principalement à cause de sa consommation d'alcool. Il est d'ailleurs arrêté et condamné à une amende en 1909 pour ivresse et incapacité de discernement. Il perd son siège lors d'une nouvelle élection générale très serrée en janvier 1910 et meurt peu après, à l'âge de 49 ans, d'une cirrhose du foie.